# 근남면 (철원군)
근남면(近南面)은 대한민국 강원특별자치도 철원군의 면이다. 1962년까지 대한민국의 김화군이었다. 넓이는 129.13 km2이고, 인구는 2019년 12월 31일 기준으로 2,259명이다.

## 개요
근남면은 서울 104 km 동북쪽에 위치하며, 민간인이 거주하지 않는 원남·원동·임남면을 제외하면 철원군에서 가장 동쪽에 있다. 서쪽은 김화읍과 서면에 접하고 있으며, 동쪽은 원남면 및 양구군 방산면, 동남쪽은 화천군 상서면, 북쪽은 근동면, 남쪽은 경기도 포천시 이동면과 접하고 있다. 원남·원동·임남면의 호적을 관리한다.

## 행정 구역
| 법정리 | 한자명 | 행정리                    | 비고 |
| ------ | ------ | ------------------------- | ---- |
| 마현리 | 馬峴里 | 마현1리, 마현2리          |      |
| 사곡리 | 沙谷里 | 사곡1리, 사곡2리          |      |
| 양지리 | 陽地里 | 양지리                    |      |
| 육단리 | 六丹里 | 육단1리, 육단2리, 육단3리 |      |
| 잠곡리 | 蠶谷里 | 잠곡1리, 잠곡2리, 잠곡3리 |      |
| 풍암리 | 豊岩里 | 풍암리                    |      |